# Надежда Костова
Надежда Костова Кърджиева е българска актриса.

## Биография
Родена е в град Тулча, Кралство Румъния на 6 ноември 1897 г.
В периода 1919-1921 г. завършва Юридическия факултет на Софийския университет.
Завършва курс за изразително четене при В. Пушкарьова (1923) и Драматичната школа при Народния театър при Н. О. Масалитинов (1923).

## Награди и отличия
- Заслужил артист (1977).

## Театрални роли
- „Престъпление и наказание“ (Фьодор Достоевски) – майката
- „Майстори“ (Р. Стоянов) – Гена

## Филмография
| Година | Филми               | Роля              |
| ------ | ------------------- | ----------------- |
| 1943   | Сватба              | майката на Никола |
| 1942   | Стойне у костенурка | жената на Рангел  |
| 1940   | Те победиха         | Гина              |
| 1936   | Грамада             | майката на Камен  |